# Anagaire
Anagaire (en anglès Annagry) és una vila d'Irlanda, al comtat de Donegal, a la província de l'Ulster. Es troba a la Gaeltacht de Na Rosa. El nom deriva d'Áth na gCoire

## Situació de l'irlandès
Hi ha 2.235 persones vivint al districte electoral d'Anagaire dels quals el 55% són parlants nadius d'irlandès. Tot i que Anagaire es troba a la Gaeltacht, on l'irlandès és l'única llengua oficial, el seu ús ha decaigut des de la dècada dels 1950. Malgrat això, compta amb una reeixida escola de llengua irlandesa als mesos d'estiu, que ofereix cursos per a estudiants de les zones del país de parla anglesa. És coneguda coma Coláiste na Rosann.

## Història
Anagaire té una llarga història d'immigració, com la resta de l'oest de Donegal. En el 1950 molta gent de la zona deixà el territori per a treballar a Anglaterra, Estats Units, Austràlia, Argentina, Canadà i especialment Escòcia. Això ha provocat una afluència de persones escoto-irlandeses a Anagaire i una forta influència escocesa en molts aspectes de la vida, com una gran afició al Celtic F.C..

## Educació
L'escola primària local és Scoil Náisiúnta Dhubhthaigh amb 144 alumnes, i l'escola secundària Rosses Community School a Dungloe.